# 파울라 칼렌베르크
파울라 칼렌베르크(Paula Kalenberg, 1986년 11월 9일 ~ )는 독일의 배우이다.

## 출연 작품
- 꼬꼬바 2 (2013)
- 프린스 (2009)
- 자장가 (2009)
- 위대한 계시 (2009)
- 작년 겨울 (2008)
- 크라바트 (2008)
- 세상의 끝에서 (2007)
- 클라우드 (2006)